# Карнаго
Карнаго (итал. Carnago) — коммуна в Италии, располагается в провинции Варесе области Ломбардия.
Население составляет 5831 человек (на 2004 г.), плотность населения составляет 940 чел./км². Занимает площадь 6 км². Почтовый индекс — 21040. Телефонный код — 0331.
Покровителем населённого пункта считается святитель Мартин Турский. Праздник ежегодно празднуется 11 ноября.